# Passalus neivai
Passalus neivai is een keversoort uit de familie Passalidae. De wetenschappelijke naam van de soort is voor het eerst geldig gepubliceerd in 1940 door Pereira.